# مایلندورف
مایلندورف (به آلمانی: Meilendorf) یک منطقهٔ مسکونی در آلمان است که در زودلیشس آنهالت واقع شده‌است. مایلندورف  ۲۵۰ نفر جمعیت دارد.